# China Communications Construction Company
China Communications Construction Company, Ltd. (CCCC) er en statsejet kinesisk ingeniør- og bygge- og anlægsvirksomhed med hovedkvarter i Beijing. De er er primært engageret i design, byggeri og drift af infrastruktur aktiver. Deres projekter omfatter motorveje, broer, tunneller, jernbaner, metroer, lufthavne, boreplatforme og havne.